# Ancorina fenimorea
Ancorina fenimorea är en svampdjursart som beskrevs av de Laubenfels 1934. Ancorina fenimorea ingår i släktet Ancorina och familjen Ancorinidae. Inga underarter finns listade i Catalogue of Life.